# Berliner Börsen-Courier
Le Berliner Börsen-Courier (BBC) est un quotidien libéral publié de 1868 à 1933 qui publie principalement des informations sur les prix des titres négociés en bourse et des informations sur le marché hypothécaire. Des nouvelles et des rapports importants sur l'industrie, le commerce, la politique et la culture sont également publiés.

## Fondation et concept
Le premier numéro est publié comme édition d'essai le 12 septembre 1868, tandis que la distribution régulière commence le 1er octobre 1868. Selon les heures de cotation en bourse, l'édition quotidienne est publiée en fin d'après-midi. Le dimanche soir, le journal paraît sous le nom de Die Station, conçu avant tout comme un article de fond. La partie principale de l'édition quotidienne comprend une page d'actualités politiques et trois pages d'actualités et de rapports sur le commerce et l'industrie. Il y a également quatre suppléments : le Courszettel, les annonces, Die Station comme rubrique de fond et un supplément hebdomadaire sur l'actualité du secteur immobilier.
Trois mois plus tard, le concept du BBC est élargi. À partir du 1er janvier 1869, une édition du matin et une édition du soir sont publiées. L'édition du soir est composée principalement du contenu précédent. L'édition du matin est cependant axée sur l'actualité et les reportages dans les domaines de la politique, du divertissement et de la culture. Au cours des années suivantes, l'édition du soir est également dotée de davantage d'informations et de reportages, ainsi que de reportages sur la région.

## Fondateur et direction
Le fondateur de la BBC, George Davidsohn (de) (1835-1897), est un banquier de formation et vient à Berlin en tant que journaliste du Berliner Börsen-Zeitung (BBZ). Cette double expérience professionnelle contribue largement à l'affirmation économique de la BBC. Il établit également de nouvelles normes en matière de qualité des journaux en termes de rapidité de publication et de niveau de reportage. Lorsque la crise économique frappe la BBC dans les années 1875-1877, son frère Robert Davidsohn (de) (1853-1937) reprend les affaires du journal et les transforma en société par actions en 1884.
Les exigences croissantes en matière de fourniture d'informations urgentes conduisent à l'introduction d'horaires de travail flexibles et à la mise en place d'une équipe éditoriale de nuit. Depuis les années 1880, des rapports sur les bourses étrangères sont également publiés. Les rapports ont été approfondis par des statistiques et des prévisions. Un autre supplément, Berliner Waspen, conçu par Julius Stettenheim, est destiné à couvrir le domaine de l'humour et de la satire. Dans les années à venir, les reportages et les nouvelles politiques deviennent de plus en plus importants. La BBC est le premier journal berlinois à publier des reportages sur le Reichstag . La BBC est également le premier journal berlinois à introduire une section sportive en 1885.

## Culture, édition
La culture figure également en bonne place dans les reportages du BBC. Dans les années 1920, dans le cadre de la restructuration des formats de journaux (Berliner Format), le BBC est également adaptée. À partir du 24 août 1924, la BBC porte le sous-titre Moderne Tageszeitung. Alors que le tirage de la BBC est de 11 000 exemplaires en 1914, il s'élève à 50 000 à 60 000 en 1923. De 1925 à 1927, le tirage atteint 40 000 exemplaires.
Le 24 décembre 1932, le Berliner Börsen-Zeitung annonce le rachat des actions de la BBC. Le 31 décembre 1933, la BBC apparaît pour la dernière fois sous le numéro 609. Cela signifie que la BBC est absorbée par le BBZ. Le BBZ fusionne avec la Deutsche Allgemeine Zeitung (DAZ) en 1944.

## Rédacteurs (sélection)

### Rédacteurs en chef
- George Davidsohn (de 1868 à 1897)
- Julius Salomon, édition du soir (de 1897 à 1910)
- Isidor Landau (de), édition du matin
- Albert Haas (à partir de 1910)
- Emil Faktor (de) (de 1916 à 1931)
- Hans Baumgarten (de 1931 à 1933)
- Karl Bartz (1933)

### Rédacteurs de département
| - Günther Anders (feuilleton) - Oskar Bie (reportages artistiques) - Paul J. Bloch (actualités locales) - Josef Adolf Bondy (politique) - Paul Bormann (commerce) - Hans von Bülow (littérature) - Oskar Eichberg (musique) - Emil Freystadt (politique) - Heinrich Friedmann (politique) - Curt Glaser (de) (rapports artistiques) - Hans Herrig (théâtre) - Hans Hirschstein (actualités coloniales) - Hans Hopfen (littérature) | - Georg Horwitz (commerce) - Herbert Ihering (théâtre) - Benno Jacobsen (théâtre) - Felix Joachimson (actualités locales) - Isidor Kastan (de) (politique et littérature) - Max Adolf Klausner (politique) - Leo Lania (de) (actualité locale) - Siegfried Lewinson (commerce) - Paul Lindau (théâtre) - Max Marcuse (1862-) (commerce) - Max Neustädter (commerce) - Pem (actualités locales) - Eugen Richter (feuilleton) | - Erich Salzmann (politique) - Manuel Schnitzer (actualités locales) - Bernhard Schuetz (Commerce) - Alfred Schütze (commerce) - Wilhelm Schwedler (politique) - Willy Steneberg (marché des assurances) - Wilhelm Streit (politique) - Martin Wenck (politique) - Richard Wilde (de) (actualités locales) - Ernst von Wildenbruch (littérature) |  |